# В'язина Болехівська
В'я́зина Боле́хівська — заповідне урочище в Україні. Об'єкт природно-заповідного фонду Івано-Франківської області.
Розташоване в межах Болехівської міської громади Калуського району Івано-Франківської області, на північ від міста Болехів.
Площа 11,3 га. Статус надано згідно з рішенням обласної ради від 12.03.2004 року № 350-10/2004. Перебуває у віданні ДП «Болехівський держлісгосп» (Болехівське л-во, кв. 10, вид. 10, 11, 12).
Статус надано для збереження частини лісового масиву на лівобережжі річки Сукіль. Зростає рідкісний фітоценоз — в'яз гірський у домішку з такими видами: ясен звичайний, дуб звичайний, клен-явір. У трав'яному покриві цибуля ведмежа, білоцвіт весняний, лілія лісова (види, занесені до Червоної книги України).